# Баратарія (Луїзіана)
Баратарія (англ. Barataria) — переписна місцевість (CDP) в США, в окрузі Джефферсон штату Луїзіана. Населення — 1057 осіб (2020).

## Географія
Баратарія розташована за координатами 29°42′51″ пн. ш. 90°7′17″ зх. д. / 29.71417° пн. ш. 90.12139° зх. д. (29.714032, -90.121496).  За даними Бюро перепису населення США в 2010 році переписна місцевість мала площу 12,44 км², з яких 11,10 км² — суходіл та 1,34 км² — водойми.

## Демографія
Згідно з переписом 2010 року, у переписній місцевості мешкало 1109 осіб у 410 домогосподарствах у складі 307 родин. Густота населення становила 89 осіб/км².  Було 570 помешкань (46/км²).
Расовий склад населення:
| - 90,2 % — білих - 6,0 % — чорних або афроамериканців - 1,3 % — корінних американців - 0,1 % — азіатів |

До двох чи більше рас належало 2,3 %. Частка іспаномовних становила 2,2 % від усіх жителів.
За віковим діапазоном населення розподілялося таким чином: 19,8 % — особи молодші 18 років, 64,0 % — особи у віці 18—64 років, 16,2 % — особи у віці 65 років та старші. Медіана віку мешканця становила 46,6 року. На 100 осіб жіночої статі у переписній місцевості припадало 103,9 чоловіків;  на 100 жінок у віці від 18 років та старших — 110,2 чоловіків також старших 18 років.
Середній дохід на одне домашнє господарство  становив 51 068 доларів США (медіана — 29 879), а середній дохід на одну сім'ю — 48 541 долар (медіана — 34 453). За межею бідності перебувало 21,1 % осіб, у тому числі 61,9 % дітей у віці до 18 років та 6,5 % осіб у віці 65 років та старших.
Цивільне працевлаштоване населення становило 451 особа. Основні галузі зайнятості: освіта, охорона здоров'я та соціальна допомога — 17,1 %, роздрібна торгівля — 12,4 %, сільське господарство, лісництво, риболовля — 10,9 %, транспорт — 10,6 %.